# Daisuke Tomita
Daisuke Tomita (født 24. april 1977) er en japansk fodboldspiller, som spiller for den japanske fodboldklub Mito HollyHock.